# Zastava Madisona
Zastava Madisona je službena zastava tog glavnog grada američke savezne države Wisconsin. Lokalne vlasti su službeno usvojile zastavu 12. travnja 1962.
Zastava se sastoji od svijetlo plave pozadine i bijele pruge koja seže od gornjeg desnog do donjeg lijevog ugla. Plava boja sa svake strane simbolizira jezera Mendotu i Mononu a bijela pruga tjesnac između njih.
U sredini pruge se nalazi crni križ koji označava četiri jezera (Mendota, Monona, Wingra i Waubesa). Križ je ukrašen indijanskim simbolom sunca. Zanimljivo je napomenuti da se isti simboli sunca nalaze i na zastavama američkih gradova Wichite (Kansas) i Albuquerquea (Novi Meksiko) kao i na nacionalnoj zastavi Novog Meksika.
Gradsku zastavu dizajnirali su Dennis i Rick Stone uz pomoć Johna Pricea koji je dao savjet u odabiru boja.

## Vanjske poveznice
- Resolution 4408
- Madison, Wisconsin (U.S.)